# Fútbol Club Rànger's
Pour les articles homonymes, voir Rangers.
Maillots
Le FC Ranger's est un club andorran de football. Il est basé à Andorre-la-Vieille.

## Palmarès
- Championnat d'Andorre (2)
  - Vainqueur : 2006, 2007

- Coupe d'Andorre (0)
  - Finaliste : 2005

- Supercoupe d'Andorre (1)
  - Vainqueur : 2006
  - Finaliste : 2007

- Championnat d'Andorre D2 (1)
  - Champion : 2001